# Арена
Арена означава сценски простор кружног, полукружног или овалног типа, претежно на отвореном простору. Доста често се за исти простор корисити и термин амфитеатар. Појам арена потиче од латинске речи harena у значењу песак, који је у античко време служио за упијање проливене крви преминулих гладијатора у грађевинама амфитеатара.